# Acrolophus icarus
Acrolophus icarus är en fjärilsart som beskrevs av August Busck 1913. Acrolophus icarus ingår i släktet Acrolophus och familjen Acrolophidae. Inga underarter finns listade i Catalogue of Life.